# Mantse

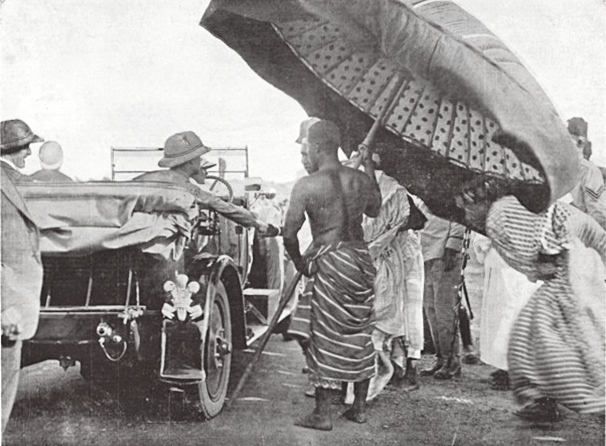
Der Ga Mantse begrüßt den Prinzen von Wales (und späteren König Eduard VIII.) und heißt ihn in Accra willkommen. 1925

Mantse ist ein politischer Titel und auch die Bezeichnung des dazugehörigen figürlichen Symbols im heutigen Accra, der Hauptstadt von Ghana. Ursprünglich bezeichnete Mantse einmal das Amt (bzw. das Symbol) des obersten Priesters des Mantse-Rituals des Volkes der Ga im Südosten des heutigen Ghana. Am Vorabend und vor allem während der Akwamu-Invasion von 1677–81 wurde der Mantse-Stuhl jedoch zum allgemeinen Kriegssymbol der Ga im Kampf gegen Akwamu. Danach verlor der Stuhl des Mantse seine ursprünglich religiöse Bedeutung und wurde zum Symbol und zur Bezeichnung des Amtes des Oberhauptes des Otublohum-Quartieres in Accra und später zu dem des Atifi-Quartieres, d. h. einer akanischen Enklave innerhalb eines sonst von Ga und Guang dominierten Gebietes. Wörtlich bedeutet Mantse in der Ga-Sprache „Vater der Stadt“.

## Zur Bedeutung des Mantse-Stuhles in der Ga-Gesellschaft
Wiederholte Überfälle von Akwamus hatten im 17. Jahrhundert (vielleicht auch schon früher) unter den Ga im Hinterland der östlichen Goldküste eine Migrationsbewegung in Richtung Küste ausgelöst. Vornehmlich die großen Küstenstädte Accra, Osu und Labadi erfuhren damals einen starken Bevölkerungszustrom. Hier hatte man im Zusammenschluss bedeutend bessere Möglichkeiten zur Selbstverteidigung, als in ländlichen Gegenden, wo die Wohnstätten in weiter Zerstreuung lagen und die Landschaft zudem nur wenig Verteidigungsmöglichkeiten bot. Zudem waren hier auch Europäer präsent, was scheinbar ebenfalls ein gewisses Sicherheitsgefühl gegeben haben dürfte. Ob der Mantse-Stuhl von Accra eine Kreation aus dieser Zeit ist, oder ob es ihn schon vorher gegeben hat, liegt im Dunkeln. Aber der Stuhl, der eigentlich mit religiösen Inhalten verknüpft war, wurde in dieser Zeit zum Symbol für den Widerstand gegen Akwamu, besonders als dann die Akwamu-Invasion im Jahre 1677 tatsächlich erfolgte. Die siegreichen Akwamu-Häuptlinge waren jedoch klug genug, ein Symbol, das die Einheit der Ga-Nation im Kampf gegen sie verkörperte, nicht zu zerstören, sondern es in ihr eigenes Verwaltungssystem zu integrieren. So wurde der Gouverneur des Akwamuhene für die Provinz Accra auch gleichzeitig auf den Mantse-Stuhl der Ga gesetzt. Nach dem Einzug der Akwamus verlor der Titel zunehmend seinen religiösen Hintergrund und ging später als Allgemeinbezeichnung auf das Amt des politischen Oberhaupts des Stadtviertels Otublohum in Accra über, das seitdem den Kern einer akwamuischen Enklave innerhalb Accra’s darstellt.
Da vom Mantse-Stuhl aus während der Akwamu-Invasion ein nicht unwesentlicher Beitrag bei der Organisation des Widerstandes ausgegangen war, hatte der Wolumo des Mantse-Stuhls in (Klein-)Accra und dessen Umland auch gewissen Rückhalt in der Ga-Bevölkerung außerhalb Accras gewonnen. Im entfernteren Sinne könnte man ihn daher nach 1681 auch als „König der Ga“ betiteln und den Mantse-Stuhl als rituell untermauertes Symbol für die Gesamtheit der Ga als Nation. Von einem politischen Zentralisierungsprozess der zerschlagenen Ga-Nation unter der Führung des Mantse-Wolumo kann jedoch damals, wie auch später, keine Rede sein. (Klein-)Accra stellte während der Invasion nicht einmal eine eigene militärische Einheit. Die politische Macht von Accra war weitestgehend auf die einzelnen Stadtbezirke begrenzt und wurde lediglich durch einen „Rat der Stuhlinhaber“ als oberste Instanz repräsentiert. Ein Mantse Wolumo mit Machtbefugnissen über die gesamte Stadt hat niemals existiert, obgleich er auch unter Guang- und Ewe-Gruppen des Hinterlandes einen gewissen Rückhalt besessen hatte, wozu wahrscheinlich auch die niederländische Schutzherrschaft, die nach 1681 mit dem Mantse-Stuhl verknüpft war, beigetragen haben dürfte. Einer der wesentlichen Gründe, warum später ein Regruppierungsprozess der Ga-Nation ausblieb, ist vor allem in der Besetzung des Mantse-Stuhls und der diesbezüglichen Erbfolgeregelung zu sehen. Über diese war mittels eines besonderen Hochzeitsarrangements die verwandtschaftliche Verbindung zur Blutslinie der Akwamu-Könige hergestellt worden.

## Die Erbfolge auf dem Mantse-Stuhl

### Vorgeschichte
Otublohum (Twi: Otuboron) ist die Bezeichnung eines Stadtviertels in Accra und bedeutet wörtlich „Otu’s Quartier“. Die Bezeichnung geht auf Otu zurück, der in der zweiten Hälfte des 17. und der ersten Hälfte des 18. Jahrhunderts in Accra gelebt hat. Otu entstammte einer Häuptlingsfamilie der Akwamus. In jungen Jahren wurde Otu den Holländern auf Fort Crèvecoeur als Pfandsklave überlassen, was ihn zum „Compagniesklaven“ der Niederländischen Westindien Gesellschaft (W.I.C.) machte. Ende der 1660er oder Anfang der 1670er stieg er zum Oberhaupt der hiesigen „Handelsjungen“ auf. Dies war eine Position, die per Wahl unter den Compagniesklaven besetzt wurde. Dadurch gewann Otu an Macht und Ansehen, zudem er seitens der Holländer auch noch entsprechend seiner Position mit den äußeren Symbolen einer Häuptlingsautorität ausgestattet wurde, wie z. B. feinere Kleidung, wertvolle Perlen, goldene Amulette usw. Auch besaß er eigene Hörner, Trommeln und Sonnenschirme, die bei zeremoniellen Gelegenheiten gezeigt wurden und in der übrigen Bevölkerung auch einen entsprechenden Eindruck hinterließen. Daneben hatte Otu auch eine eigene bewaffnete Truppe, die ihn bei Missionen außerhalb von Accra begleitete und welche zudem regelmäßig auf den nach Accra führenden Handelspfaden patrouillierten, um diese, zumindest im näheren Hinterland, offen zu halten und um ankommenden Händlern ein sicheres Geleit zum holländischen Fort zu gewähren. Otu’s Macht stieg schnell und aus dem anfänglichen Handelsjungen wurde schon bald der einheimische „Chefmakler für die niederländischen Niederlassungen auf der Goldküste“, eine nicht unbedeutende Position, die seitens der Holländer vergeben wurde. Zusammen mit der von ihm abhängigen Verwandtschaft und einigen Sklaven siedelte er sich in einem eigenen Anwesen in der Nähe von Forts Crèvecoeur an, das den Kern des späteren Otublohum-Quartiers bildete.
In diesem Zusammenhang muss erwähnt werden, dass in den damaligen holländischen Berichten Otu zumeist „Pieter Pasop“ genannt wird, ein Name den ihn sein erster holländischer Meister einmal gegeben hatte. In der mündlichen Accra-Tradition wird er jedoch als Otu Ahiakwa bezeichnet, wobei sich der Beiname zusammensetzt aus Ahia, einen Mitleidsnamen, der z. B. einem Kind gegeben wird, das nach dem Tode seines Vaters geboren wurde, und Akwa, was Compagniesklave bedeutet.
Im Jahre 1677 fiel die Armee Akwamus in Akkra ein und 1681 war schließlich nach einer Serie von Schlachten das Königreich Akkra endgültig besiegt, der König hingerichtet und das Land von Akwamu-Truppen besetzt. Akkra hatte von da an den Status einer Provinz Akwamus. Die siegreichen Invasoren hatten in Otu einen der ihrigen vorgefunden, der noch dazu in einer verantwortungsvoller Position bei den Holländern stand und somit einen mächtigen Verbündeten an seiner Seite hatte. Man bot ihm daher den Posten des Gouverneurs der neugewonnenen Provinz an.
Otu, kam im Jahre 1712 zusammen mit Affery, einem anderen, ebenfalls sehr wohlhabenden, einheimischen Makler der Holländer auf der Goldküste, bei einem Angriff der Truppen des Jan Conny auf das britische Fort Dixcove ums Leben.

### Das Hochzeitsarrangement bezüglich der Nachfolge auf dem Mantse-Stuhl
Otu war während seiner Zeit als Gouverneur des Akwamuhene eine uterine Schwester der beiden Akwamu-Könige Ado (reg. 1689–1702) und Akonno (reg. 1702–1725) zur Frau gegeben worden. Noch vor seinem Tod im Jahre 1712 verheiratete Otu seinerseits die Tochter seiner Schwester mit Amu, dem Sohn der Schwester des Akonno, der damals als Akwamu-König regierte. Aus dieser Verbindung erwuchs ein Sohn, Dako (Dacon). Diesem gab ihrerseits die königliche Familie die Tochter der Schwester des erwähnten Amu als Frau zurück.
Mit anderen Worten: In der ersten Generation gab die Königsfamilie dem Otu eine uterine Schwester des Königs zur Frau. In der nächsten Generation revanchierte sich die Otublohum-Familie und gab eine der Töchter von Otus Schwester dem Königssohn Amu zur Frau, d. h. Amu heiratete somit seine patrilineare Kreuzcousine. In der dritten Generation gab die königliche Familie ihrerseits die Tochter von Amus Schwester, dem Sohn der Tochter von Otu’s Schwester zur Frau. Auch in diesem Fall heiratete Dako aus Otublohum seine patrilineare Kreuzcousine. Diese Aufeinanderfolge mehrerer Kreuzcousinenheiraten ergab eine besondere Konstellation, was das traditionelle Erbrecht anbelangt.
In den Jahren bis 1733 fand eine Amtsnachfolge auf dem Mantse-Stuhl jedoch nicht ohne Zustimmung der Holländer statt und der Besetzer des Mantse-Stuhles war auch gleichzeitig der Chefmakler für die niederländischen Besitzungen auf der Goldküste. Dies änderte sich 1733, als Dako die Amtsnachfolge seines verstorbenen Vaters Amu antrat. Hinsichtlich der Amtsnachfolge als Chefmakler wollte man zunächst die Entwicklung der Ereignisse abwarten. Auf der östlichen Goldküste drohte damals ein Krieg zwischen Holländern und Dänen, bzw. ihrer Verbündeten, der in letzter Minute durch das Eingreifen der Akimer mit Hilfe des Giemanwong-Orakels sowie eiligster personeller Umbesetzungen von Seiten der europäischen Heimatregierungen verhindert werden konnte. Erst 1737 wurde Dako zum Chefmakler der W.I.C. auf der Goldküste ernannt, was allerdings ebenfalls mit politischen Unruhen im Zusammenhang stand. Dako wurde 1742 in Akwamu während des akimisch-aschantischen Krieges getötet. Zum Nachfolger Dakos wurde in Accra Ofei gewählt, von dem es heißt, dass er der Bruder des Dako gewesen sei, wobei jedoch unklar bleibt, welcher Dako gemeint ist, denn Dako senior hatte einen Sohn, der ebenfalls Dako hieß.

### Die Bedeutung der Kreuzcousinenheirat im Mutterrecht
Die traditionelle Erbfolge in streng matrilinear organisierten Gesellschaften wie den Akan-Völkern ergibt sich anhand der Abusua, d. h. vererbt wird nur innerhalb einer Gemeinschaft von Personen, deren Abstammung sich in weiblicher Blutslinie auf einen gemeinsamen, weiblichen Vorfahren zurückführen lässt. Der Normalfall ist, dass innerhalb der Abusua Frauen von Frauen und Männer von Männern erben. Dabei haben die Vertreter der Generation des Verstorbenen den Vorrang, und unter diesen stehen die uterinen Geschwister an erster Stelle. Danach kommt Generation −1, d. h. die nächstjüngere Generation derselben weiblichen Blutslinie. Hier hat der älteste Sohn der ältesten Schwester den Vorrang, dann kommt der älteste Sohn der nächstälteren Schwester usw. Erst dann ist die Generation +1 an der Reihe, d. h. Tanten oder Onkel derselben Abusua usw. In allen Stufen gilt, dass wenn mehrere Personen des gleichen Verwandtschaftsgrades vorhanden sind, immer die älteste Person unter ihnen den Vorrang hat. Zwillinge oder andere Mehrlinge erben gemeinsam, um Streit zu vermeiden. Kinder und Witwe(r) gingen in der Vergangenheit meist leer aus. (Kinder gehören in den meisten Eheformen der Goldküste zur Familie (Abusua) der Mutter.) Dieses System der alleinigen Vererbung von Besitzgütern über die matrilinear Blutslinie wurde im Wesentlichen auch zur Zeit der britischen Kolonialgerichtsbarkeit beibehalten, das Heiratsgesetz Marriage Ordinance der britischen Kolonialregierung von 1884 sprach jedoch wenigstens 2/9 des Nachlasses des Verstorbenen dem verwitweten Ehepartner als Minimalabsicherung zu, was im Groben bis heute geltendes Recht darstellt.
Bei der Kreuzcousinenheirat sind die Mutter des einen Ehepartners und der Vater des anderen Ehepartners zueinander Geschwister. Das bedeutet für den Bräutigam, dass er seine Kreuzcousine heiratet, also die Tochter der Schwester seines Vaters oder die Tochter des Bruders seiner Mutter. Für die Braut bedeutet es, sie heiratet den Sohn des Bruders ihrer Mutter oder den Sohn der Schwester ihres Vaters. Dies war früher allgemein unter den Akan verbreitet, denn dieses System stellt sicher, dass Eigentum sowie eine erblich geregelte Nachfolge auf Ämter zwar immer zwischen zwei matrilinearen Gruppen hin und her pendelt, aber gleichzeitig immer ein Sohn seinem Vater ins Amt folgt. Es handelt sich also um eine rechtliche Sonderform, in der eine scheinbar vaterrechtliche Erbfolge gesichert wurde, ohne dabei die geltende mutterrechtliche Erbregel zu verletzen. Außerdem war ein solches Hochzeitsarrangement auch eine effektive Methode, um beispielsweise das Aufkommen politischer Rivalitäten zwischen zwei einflussreichen Familien auf Dauer zu verhindern.
Bezüglich des Mantse-Stuhls in Accra wurde dieses System auch nach den schwerwiegenden Ereignissen von 1728–1733, 1737–1739 und 1742 so beibehalten. Man kann daher im Otublohum-Stadtviertel von Accra mit Recht die Enklave einer akwamuischen Minderheit inmitten einer von Ga und Guang dominierten Region ansehen. Trotz dieser verwandtschaftlichen Bindung zu einem Akan-Königshaus haben dennoch im Laufe der Jahre die Ga von Accra weitgehend die Besetzung ihres Mantse-Stuhles durch das Oberhaupt des Otublohum-Quartieres akzeptiert, auch wenn es mitunter Bestrebungen gab, beispielsweise in den 1730ern, den Mantse-Stuhl den Otublohum-Akwamus zu entreißen.

### Spaltung und Neuregelung

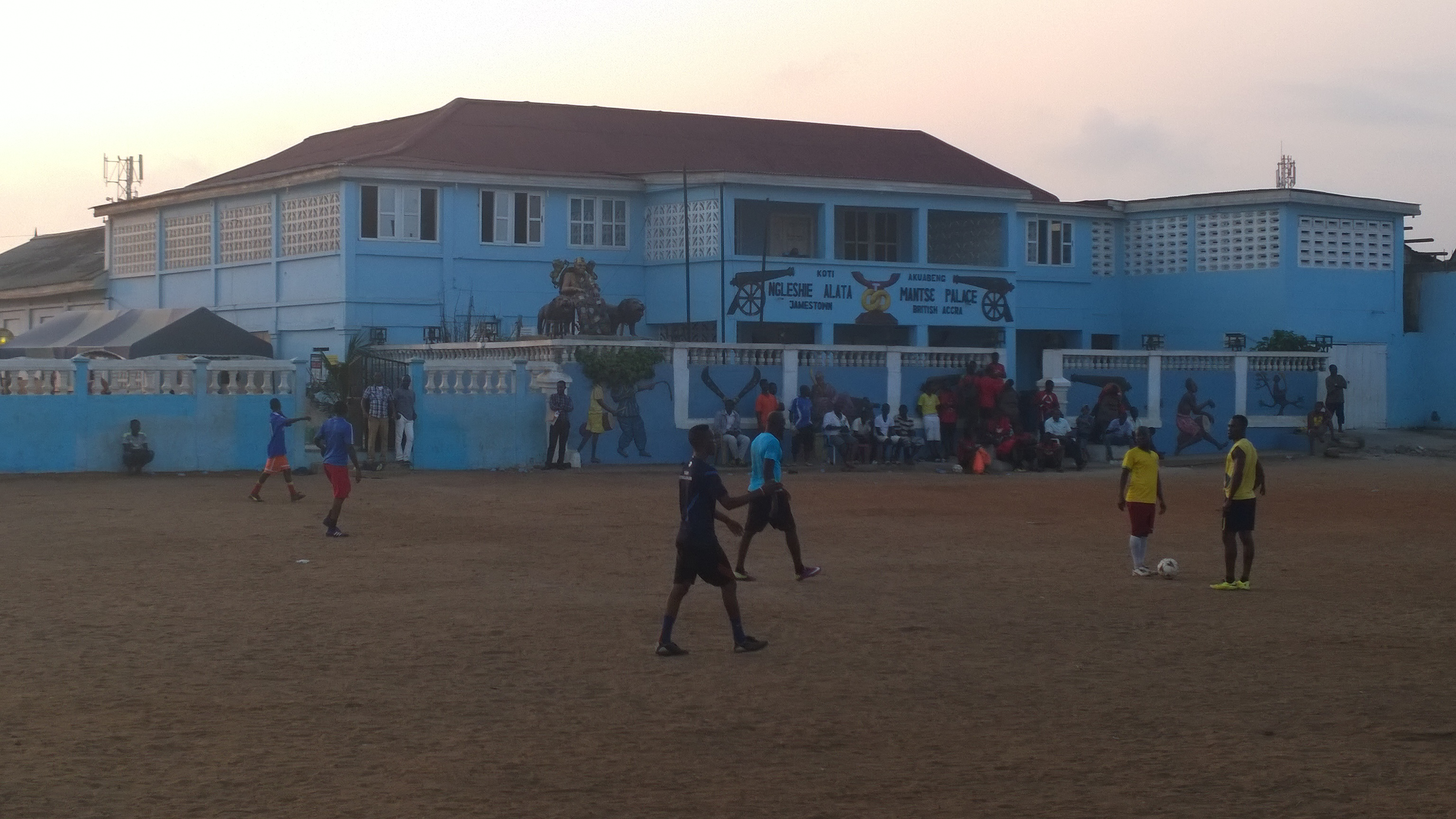
Mantse-Palast in Accra

Auch während der akimischen Herrschaft in den Folgejahren nach 1730, sowie auch nach dem Einmarsch der Aschanti 1742, blieb die Konstellation in Accra im Wesentlichen in der bestehenden Form erhalten. Die Otublohum-Akwamus galten allerdings Anfang der 1740er schon lange nicht mehr als Untertanen des Akwamuhene. Die Reste der Akwamu-Armee und ein Großteil der Bevölkerung hatte im Zusammenhang mit dem Zusammenbruch 1730 den westlichen Teil des Akwamu-Landes (dessen westlicher Nachbar Akim-Abuakwa war) fluchtartig geräumt. Akwamus Hauptstadt Nyanaoase wurde im September 1730 von den Truppen des Ofosuhene Frempong Manso eingekesselt, erobert, der Akwamuhene hingerichtet und die Stadt vollständig niedergebrannt. Ein großer Flüchtlingsstrom verließ das Land in östlicher Richtung. Am Volta gründete man schließlich ein neues Akwamu, mit Akwamufie als neue Hauptstadt und Dako Boman als ersten König. Mit dem Neuerstarken des akwamuischen Staatswesens in den 1730ern und 1740ern, vor allem aber nach dem Einmarsch der Aschanti in Accra 1742, war man jedoch sowohl in Otublohum als auch in Akwamu bemüht, die alten Verbindungen erneut zu beleben und auszubauen. Um dies zu untermauern wurde der Sohn des Otublohum-Dako, der ebenfalls Dako hieß (und daher Dako Chuma genannt wurde, wörtl.: „der kleine Dako“) im Jahre 1747 als König von Akwamu inthronisiert (reg. bis 1781).
Als Otublohum-Mantse Ofei im Jahre 1771 starb, saß jedoch sein legitimer Nachfolger bereits auf dem Königsstuhl von Akwamu. Statt seiner wurde Oto, ein Halbbruder von Dako Chuma, den seine Mutter mit einem anderen Vater gezeugt hatte, als Nachfolger auf dem Mantse-Stuhl gewählt. Aber Oto entstammte nicht der Otublohum-Gemeinschaft, was einigen Unmut und Widerstand in Accra hervorrief. Aber Oto war nun einmal gewählt und sah sich bei seiner Ankunft in Accra-Otublohum zunächst genötigt, erst einmal ein eigenes Haus zu errichten. Das gesamte Otublohum-Quartier war ihm gegenüber in zwei Lager gespalten: eins akzeptierte ihn als Mantse und das andere lehnte ihn ab. Um eine Eskalation der Lage und somit ein Wiederaufflammen des Bürgerkrieges der 1730er zu vermeiden, machte Oto den Vorschlag, das Otublohum-Quartier von nun an in zwei Sektionen zu teilen, Atifi und Dadebana, jede mit einem eigenen Stuhl, d. h. mit einem eigenen Oberhaupt. Der Inhaber des Atifi-Stuhles soll dabei auch gleichzeitig der rechtmäßige Mantse sein. Dieser Vorschlag wurde allgemein akzeptiert. Spätere Dispute um Land- oder Nachfolgefragen zeigten, dass von den Otublohum-Akwamus Oto als der eigentliche Gründer des Atifi-Ortsteiles angesehen wurde, aber dass das Dadebana-Quartier stolz ist, auf eine 120 Jahre ältere Tradition in Accra zurückblicken zu können.
Die Atifi-Sektion, obwohl in der Mitte von Accra gelegen, war in der Vergangenheit auch kulturell immer mehr an Akwamu gebunden, als an das übrige Otublohum, während sich in der Dadebana-Sektion im Laufe der Zeit der Prozess einer zunehmenden „Accraisierung“ vollzogen hat. Letzteres zeigte sich vornehmlich in der Übernahme bestimmter Bräuche, wie sie in Accra üblich waren, in Akwamu aber nicht. Einer von ihnen war z. B. jener der Beschneidung männlicher Kinder, die in Atifi niemals eingeführt worden ist, wohl aber im Dadebana-Stadtteil Einzug hielt. Auch wurde der Stuhl des Atifi-Oberhauptes (neben dem Mantse-Stuhl) immer als Wofase-Stuhl des Königsstuhles von Akwamu angesehen (wofase = Sohn der Schwester), dessen Nachfolge streng nach den definitiven Regeln des Mutterrechts bestimmt wurde, während man in der Besetzungsregelung des Dadebana-Stuhles eher die Kompromisslösung zwischen patrilinearen Ga- und matrilinearen Akan-Prinzipien sieht.

### Die Mantse im 20. und 21. Jahrhundert
Die ungeschriebene Verfassung der Ga besagt, dass der oberste Wille beim Volk liegt, während die Fürsten (mantsemei hiɛ amɛmang) die Regierung führen. Von den Akan-Völkern weitgehend unverändert übernommen wurden dabei Instrumente zur Kontrolle der Herrschaft, in letzter Konsequenz die Absetzung eines Mantse. 1918 wurde auf dieser Grundlage erstmals ein Ga Mantse abgesetzt, als Nii Taki Obili Grundbesitz der Ga an einen Handelskonzern verpfändet hatte, ohne die königliche Familie konsultiert zu haben. Da sich Nii Taki Obili weigerte, sich den Fragen der Dzase (der Königswähler aus den Fürstenhäusern), Mantsemei (Fürsten) und Manbii (Militäroffiziere) zu stellen, und ihnen gegenüber Ungehorsam und Disrespekt zeigte, wurde er am 10. August 1918 abgesetzt.
Der „Rat der Stuhlinhaber“ (Ga Traditional Council), der in der Kolonialzeit von den Kolonialmächten als Ansprechpartner und Delegationsgremium gebraucht wurde, hat auch über die Unabhängigkeit Ghanas hinaus Bestand gehalten. Unter der Regierung von Kwame Nkrumah wurde die Anerkennung traditioneller nicht-souveräner Throne neu gestaltet, und der Rat neu formiert. Er setzt sich aus den einzelnen Mantse der verschiedenen Ortschaften und Stadtteile im traditionellen Gebiet der Ga zusammen.
Am 20. März 1965 wurde Simon Nii Yarboi Yartey unter dem Thronnamen Nii Amugi II zum Ga Mantse inthronisiert.
1998 initiierte Nii Amugi den Versuch, alle zwölf Ortschaften in den staatlich anerkannten Status einer Paramounty zu erheben. Dies wurde jedoch zunächst für sechs gewährt (Tema, Nungua, Osu, Teshie, La und Ngleshie Alata). 2022 erhob der Ga Mantse, König Nii Tackie Teiko Tsuru II, die restlichen sechs Ortschaften in den Paramounty-Status: Akumadzen (Akanmadjen), Otublohum, Sempe, Gbese, Abola und Asere.

## Liste der Accra Mantse
Die Otublohum-Häuptlinge, die auch gleichzeitig Accra Mantse waren, sofern bekannt:
- 1681–1712: Otu
- 1712–1733: Amu
- 1733–1742: Dako (Dacon)
- 1772–1771: Ofei
- 1771–1790: Oto (= jener Oto Braffo des Anglo-Feldzuges von 1784)
- 1790–1798: Okanta
- 1904–1918: Nii Taki Obili[2]
- 1919–1929: Nii Taki Yaoboi[2]

- 1950er: Nii Amu Nakwa
- 1965–2004: Nii Amugi II
- seit 2020: Tackie Teiko Tsuru II[5]